# Coupe Memorial 1924
Navigation
Édition précédente Édition suivante
La finale de l'édition 1924 de la Coupe Memorial se joue au Shea's Amphitheatre de Winnipeg au Manitoba. Le tournoi est disputé dans une série au meilleur de deux rencontres entre le vainqueur du Trophée George T. Richardson, remis à l'équipe championne de l'est du Canada et le vainqueur de la Coupe Abbott remis au champion de l'ouest du pays.

## Équipes participantes
- Le Greys d'Owen Sound, de l'Association de hockey de l'Ontario en tant que vainqueurs du Trophée George T. Richardson.
- Les Canadians de Calgary de la Ligue de hockey junior de Calgary en tant que vainqueurs de la Coupe Abbott.

### Résultats
Les Greys d'Owen Sound remportent leur première Coupe en l'emportant 7 buts contre 5 en deux rencontres.
|  | Greys d'Owen Sound | 5-3 | Canadians de Calgary | Winnipeg |

|  | Greys d'Owen Sound | 2-2 | Canadians de Calgary | Winnipeg |

## Effectifs
Voici la liste des joueurs des Greys d'Owen Sound, équipe championne du tournoi 1924 :
- Dirigeant et Entraîneur :  E.T. Hicks.
- Joueurs : Dutch Cain, George Elliott, Bev Flairity, Ted Graham, Butch Keeling, H. Silverthorne, Headley Smith, Cooney Weiland, Shorty Wright.